# Carex brizoides
Espèce
Classification phylogénétique

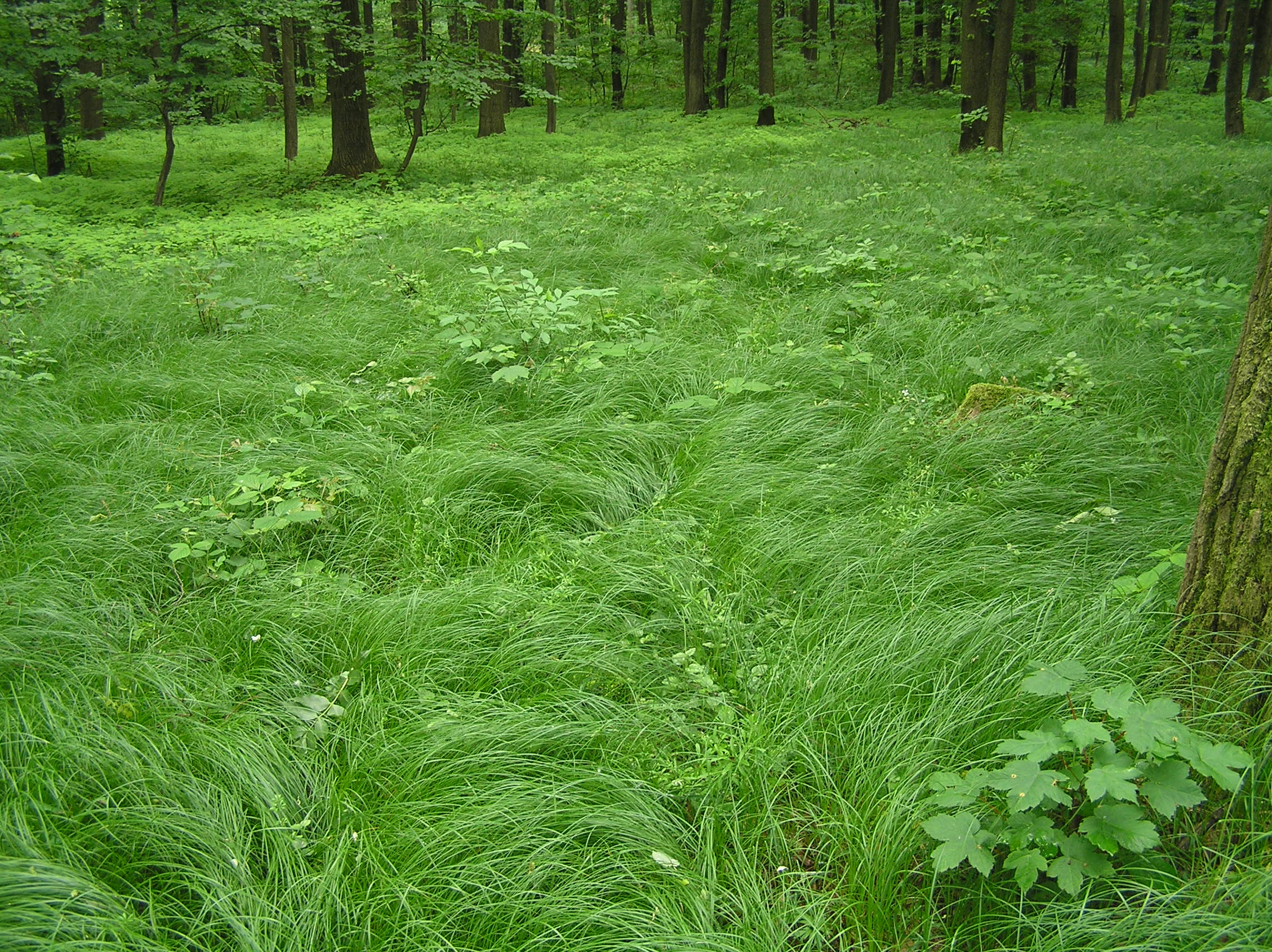
Colonie en forêt

Carex brizoides ou Laîche fausse brize est une espèce de plantes du genre Carex et de la famille des Cyperaceae.
On considère que cette plante fait partie de la flore obsidionale de France.